# اچ‌ام‌اس سی۱۲
اچ‌ام‌اس سی۱۲ (به انگلیسی: HMS C12) یک زیردریایی بود که طول آن ۱۴۳ فوت ۲ اینچ (۴۳٫۶۴ متر) بود. این زیردریایی در سال ۱۹۰۷ ساخته شد.